# SheBelieves Cup 2025
La SheBelieves Cup 2025 è stata la decima edizione della SheBelieves Cup, torneo a invito riservato a nazionali di calcio femminile, che si è disputata negli Stati Uniti d'America dal 20 al 26 febbraio 2025. Il torneo è stato vinto dal Giappone, nazionale che se l'è aggiudicato per la prima volta nella sua storia sportiva.

## Formato
A differenza dell'edizione precedente, il formato del torneo nel 2025 ritorna alla versione originale: le quattro squadre invitate disputano un solo girone all'italiana, dove vengono concessi tre punti per la vittoria, uno per il pareggio e zero per la sconfitta. In caso di parità di punti, vengono considerati gli scontri diretti, la differenza reti e i gol fatti.

## Stadi
| 20 febbraio: Houston, Texas | 23 febbraio: Glendale, Arizona | 26 febbraio: San Diego, Calif. |
| --------------------------- | ------------------------------ | ------------------------------ |
| Shell Energy Stadium        | State Farm Stadium             | Snapdragon Stadium             |
| Capacità: 20 656            | Capacità: 63 400               | Capacità: 35 000               |
|                             |                                |                                |
| Houston Glendale San Diego  |                                |                                |

## Nazionali partecipanti
| Squadra     | FIFA/Coca-Cola Women's World Ranking (13 dicembre 2024). |
| ----------- | -------------------------------------------------------- |
| Stati Uniti | 1                                                        |
| Giappone    | 8                                                        |
| Australia   | 15                                                       |
| Colombia    | 21                                                       |

## Classifica
| Pos. | Squadra     | Pt | G | V | N | P | GF | GS | DR |
| ---- | ----------- | -- | - | - | - | - | -- | -- | -- |
| 1.   | Giappone    | 9  | 3 | 3 | 0 | 0 | 10 | 2  | +8 |
| 2.   | Stati Uniti | 6  | 3 | 2 | 0 | 1 | 5  | 3  | +2 |
| 3.   | Colombia    | 3  | 3 | 1 | 0 | 2 | 3  | 7  | -4 |
| 4.   | Australia   | 0  | 3 | 0 | 0 | 3 | 2  | 8  | -6 |

| Arbitro: | Simon |

|                                      |           |  |
| Tanaka 6’, 32’ Hamano 52’ Minami 75’ | Marcatori |  |

| Arbitro: | Hernández |

|                         |           |  |
| Macario 33’ Sentnor 60’ | Marcatori |  |

| Arbitro: | Billeter |

|               |           |                                              |
| Caicedo 45+4’ | Marcatori | 1’ Tanikawa 8’, 80’ (rig.) Tanaka 57’ Hamano |

| Arbitro: | Garcia |

|                         |           |            |
| Biyendolo 1’ Cooper 68’ | Marcatori | 80’ Heyman |

| Arbitro: | Koroleva |

|          |           |                      |
| Raso 69’ | Marcatori | 15’ Bonilla 73’ Usme |

| Arbitro: | Shaw-MacLaren |

|             |           |                    |
| Sentnor 14’ | Marcatori | 2’ Momiki 50’ Koga |

## Statistiche

### Classifica marcatrici
4 reti
- Mina Tanaka

2 reti
- Maika Hamano
- Ally Sentnor

1 rete
- Michelle Heyman
- Hayley Raso
- Wendy Bonilla
- Linda Caicedo
- Catalina Usme
- Moeka Minami
- Momoko Tanikawa
- Yūka Momiki
- Tōko Koga
- Lynn Biyendolo
- Michelle Cooper
- Catarina Macario